# Primera División 2011 (Paraguay)
In 2011 werd het 106de seizoen gespeeld van de Primera División, de hoogste voetbalklasse van Paraguay. Het seizoen werd opgesplitst in een Torneo Apertura (29 januari – 5 juni) en een Torneo Clausura (29 juli – 18 december).

## Torneo Apertura

### Uitslagen
|                  | CER | 3DF | GEN | GUA | IND | LIB | NAC | OLI | RUB | SOL | SPO | TAC |
| ---------------- | --- | --- | --- | --- | --- | --- | --- | --- | --- | --- | --- | --- |
| Cerro Porteño    |     | 1–1 | 2–2 | 0–0 | 1–1 | 1–2 | 1–2 | 1–2 | 1–1 | 1–1 | 1–0 | 1–1 |
| 3 de Febrero     | 1–2 |     | 1–0 | 1–1 | 3–2 | 3–3 | 0–2 | 3–2 | 2–2 | 0–1 | 1–0 | 0–0 |
| Gen Caballero    | 1–0 | 0–0 |     | 0–1 | 1–2 | 0–1 | 1–3 | 1–2 | 1–5 | 3–2 | 1–0 | 1–1 |
| Guaraní          | 1–0 | 1–0 | 2–1 |     | 2–0 | 1–2 | 2–2 | 0–0 | 2–1 | 2–0 | 2–0 | 1–2 |
| Independiente    | 0–1 | 0–1 | 2–2 | 0–0 |     | 2–0 | 5–1 | 0–3 | 4–4 | 1–1 | 1–1 | 1–0 |
| Libertad         | 1–1 | 3–0 | 2–0 | 0–0 | 1–0 |     | 0–1 | 0–0 | 4–1 | 1–2 | 2–1 | 0–0 |
| Nacional         | 2–0 | 1–1 | 3–1 | 2–1 | 1–0 | 1–2 |     | 1–2 | 3–0 | 2–0 | 0–0 | 1–0 |
| Olimpia          | 0–2 | 3–1 | 3–1 | 4–3 | 1–1 | 2–2 | 1–2 |     | 1–3 | 2–0 | 5–0 | 0–0 |
| Rubio Ñu         | 2–2 | 1–0 | 1–0 | 3–0 | 2–2 | 0–1 | 0–0 | 0–3 |     | 1–0 | 2–1 | 0–1 |
| Sol de América   | 2–3 | 3–2 | 1–2 | 0–1 | 1–0 | 0–1 | 0–0 | 0–4 | 3–4 |     | 1–1 | 0–0 |
| Sportivo Luqueño | 4–1 | 2–1 | 1–1 | 1–0 | 1–1 | 1–0 | 1–3 | 1–4 | 2–2 | 2–2 |     | 2–2 |
| Tacuary          | 2–0 | 1–1 | 1–1 | 0–0 | 1–1 | 1–0 | 0–1 | 0–0 | 1–0 | 0–1 | 3–2 |     |

### Eindstand
| №  | Club              | WG | W  | G  | V  | DV | DT | +/− | Punten |
| -- | ----------------- | -- | -- | -- | -- | -- | -- | --- | ------ |
|    | Nacional          | 22 | 14 | 5  | 3  | 34 | 18 | +16 | 47     |
| 2  | Olimpia           | 22 | 12 | 6  | 4  | 44 | 22 | +22 | 42     |
| 3  | Libertad          | 22 | 11 | 6  | 5  | 28 | 18 | +10 | 39     |
| 4  | Guaraní           | 22 | 9  | 7  | 6  | 23 | 19 | +4  | 34     |
| 5  | Rubio Ñu          | 22 | 8  | 7  | 7  | 35 | 34 | +1  | 31     |
| 6  | Tacuary           | 22 | 6  | 12 | 4  | 17 | 14 | +3  | 30     |
| 7  | Cerro Porteño     | 22 | 5  | 9  | 8  | 23 | 29 | −6  | 24     |
| 8  | 3 de Febrero      | 22 | 5  | 8  | 9  | 23 | 31 | −8  | 23     |
| 9  | Independiente     | 22 | 4  | 10 | 8  | 26 | 29 | −3  | 22     |
| 10 | Sol de América    | 22 | 5  | 6  | 11 | 21 | 33 | −12 | 21     |
| 11 | Sportivo Luqueño  | 22 | 4  | 8  | 10 | 24 | 36 | −12 | 20     |
| 12 | General Caballero | 22 | 4  | 6  | 12 | 21 | 36 | −15 | 18     |

### Topscorers
- In onderstaand overzicht zijn alleen de spelers opgenomen met tien of meer treffers achter hun naam.

| № | Naam           | Club         | Goals | Pen. | Duels | Gem. |
| - | -------------- | ------------ | ----- | ---- | ----- | ---- |
| 1 | Pablo Zeballos | Club Olimpia | 13    | 2    |       |      |
| 2 | Robin Ramirez  | Rubio Ñu     | 12    | 0    |       |      |
| 3 | César Cáceres  | 3 de Febrero | 10    | 5    |       |      |

## Torneo Clausura

### Uitslagen
|                  | CER | 3DF | GEN | GUA | IND | LIB | NAC | OLI | RUB | SOL | SPO | TAC |
| ---------------- | --- | --- | --- | --- | --- | --- | --- | --- | --- | --- | --- | --- |
| Cerro Porteño    |     | 3–0 | 5–1 | 0–1 | 0–1 | 1–1 | 1–3 | 0–0 | 1–1 | 2–0 | 4–2 | 2–1 |
| 3 de Febrero     | 1–1 |     | 5–2 | 0–2 | 0–1 | 2–1 | 1–1 | 0–1 | 1–2 | 2–2 | 1–1 | 2–3 |
| Gen Caballero    | 2–4 | 3–7 |     | 2–0 | 2–1 | 0–3 | 2–0 | 1–2 | 0–1 | 1–2 | 2–1 | 1–1 |
| Guaraní          | 0–2 | 0–0 | 1–2 |     | 2–2 | 0–3 | 1–2 | 3–4 | 2–2 | 3–1 | 2–0 | 0–0 |
| Independiente    | 1–3 | 2–0 | 1–1 | 1–1 |     | 1–1 | 3–1 | 0–2 | 3–1 | 1–1 | 0–0 | 1–0 |
| Libertad         | 0–1 | 4–1 | 1–0 | 3–2 | 2–2 |     | 1–1 | 2–1 | 2–1 | 0–2 | 2–0 | 1–1 |
| Nacional         | 1–1 | 2–0 | 3–0 | 5–2 | 2–1 | 2–1 |     | 1–0 | 1–2 | 0–1 | 2–1 | 3–4 |
| Olimpia          | 1–1 | 4–0 | 2–1 | 2–0 | 2–2 | 0–2 | 1–0 |     | 2–1 | 1–0 | 2–0 | 3–1 |
| Rubio Ñu         | 0–2 | 2–1 | 0–2 | 2–2 | 1–1 | 0–2 | 2–3 | 1–1 |     | 2–0 | 1–0 | 1–2 |
| Sol de América   | 2–2 | 1–3 | 4–0 | 2–1 | 3–1 | 0–3 | 0–1 | 1–3 | 0–0 |     | 1–1 | 1–1 |
| Sportivo Luqueño | 2–3 | 1–0 | 1–4 | 1–5 | 0–3 | 0–0 | 1–0 | 3–1 | 0–2 | 1–2 |     | 2–2 |
| Tacuary          | 1–2 | 2–2 | 4–0 | 1–2 | 1–0 | 1–1 | 1–0 | 2–3 | 1–0 | 1–1 | 0–0 |     |

### Eindstand
| №  | Club              | WG | W  | G | V  | DV | DT | +/−− | Punten |
| -- | ----------------- | -- | -- | - | -- | -- | -- | ---- | ------ |
|    | Olimpia           | 22 | 14 | 4 | 4  | 38 | 22 | +16  | 46     |
| 2  | Cerro Porteño     | 22 | 12 | 7 | 3  | 41 | 22 | 19   | 43     |
| 3  | Libertad          | 22 | 11 | 7 | 4  | 36 | 19 | 17   | 40     |
| 4  | Nacional          | 22 | 11 | 3 | 8  | 34 | 27 | 7    | 36     |
| 5  | Tacuary           | 22 | 7  | 9 | 6  | 31 | 28 | 3    | 30     |
| 6  | Independiente     | 22 | 7  | 9 | 6  | 29 | 26 | 3    | 30     |
| 7  | Sol de América    | 22 | 7  | 7 | 8  | 27 | 30 | −3   | 28     |
| 8  | Rubio Ñu          | 22 | 7  | 6 | 9  | 25 | 29 | −4   | 27     |
| 9  | Guaraní           | 22 | 6  | 6 | 10 | 32 | 37 | −5   | 24     |
| 10 | General Caballero | 22 | 7  | 2 | 13 | 29 | 49 | −20  | 23     |
| 11 | 3 de Febrero      | 22 | 4  | 6 | 12 | 29 | 41 | −12  | 18     |
| 12 | Sportivo Luqueño  | 22 | 3  | 6 | 13 | 18 | 39 | −21  | 15     |

### Topscorers
- In onderstaand overzicht zijn alleen de spelers opgenomen met tien of meer treffers achter hun naam.

| № | Naam               | Club              | Goals | Pen. | Duels | Gem. |
| - | ------------------ | ----------------- | ----- | ---- | ----- | ---- |
| 1 | Freddy Bareiro     | Cerro Porteño     | 13    | 0    |       |      |
| 2 | Pablo Zeballos     | Club Olimpia      | 12    | 3    |       |      |
| 3 | Hugo Santacruz     | General Caballero | 11    | 2    |       |      |
| 4 | Federico Santander | Guaraní           | 10    | 0    |       |      |

## Degradatie
Welke twee clubs aan het einde van het seizoen degraderen naar de División Intermedia werd bepaald aan de hand van het aantal behaalde punten per wedstrijd in de laatste drie seizoenen. Op basis daarvan viel het doek voor nieuwkomers General Caballero en 3 de Febrero.
| №  | Club              | 2009 Pnt | 2010 Pnt | 2011 Pnt | Totaal Pnt | Totaal Wed. | Gem.   |
| -- | ----------------- | -------- | -------- | -------- | ---------- | ----------- | ------ |
| 1  | Libertad          | 82       | 87       | 79       | 248        | 132         | 1.8788 |
| 2  | Cerro Porteño     | 81       | 91       | 67       | 239        | 132         | 1.8106 |
| 3  | Nacional          | 77       | 77       | 83       | 237        | 132         | 1.7955 |
| 4  | Olimpia           | 70       | 71       | 88       | 229        | 132         | 1.7348 |
| 5  | Guaraní           | 67       | 85       | 58       | 210        | 132         | 1.5909 |
| 6  | Rubio Ñú          | 63       | 66       | 58       | 187        | 132         | 1.4167 |
| 7  | Tacuary           | 64       | 37       | 60       | 161        | 132         | 1.2197 |
| 8  | Independiente     | —        | —        | 52       | 52         | 44          | 1.1818 |
| 9  | Sol de América    | 50       | 45       | 49       | 144        | 132         | 1.0909 |
| 10 | Sportivo Luqueño  | 51       | 42       | 35       | 128        | 132         | 0.9697 |
| 11 | General Caballero | —        | —        | 41       | 41         | 44          | 0.9318 |
| 12 | 3 de Febrero      | 43       | 38       | 41       | 122        | 132         | 0.9242 |